# Municipalità locale di Umzumbe
Umzumbe è una municipalità locale (in inglese Umzumbe Local Municipality) appartenente alla municipalità distrettuale di Ugu della provincia di KwaZulu-Natal in Sudafrica. 
In base al censimento del 2001 la sua popolazione è di 193.769 abitanti.
La sede amministrativa e legislativa è la città di Hibberdene e il suo territorio si estende su una superficie di 1.089 km² ed è suddiviso in 19 circoscrizioni elettorali (wards). Il suo codice di distretto è KZN213.

## Geografia fisica

### Confini
La municipalità locale di Umzumbe confina a nord con quelle di Ubuhlebezwe (Sisonke), Vulamehlo e uMdoni, a est con quella di Hibiscus e con l'Oceano Indiano, a sud con quella di Ezinqoleni e a ovest con quelle di Umzimkhulu (Sisonke) e uMuziwabantu.

### Città e comuni
- Bhekani
- Cele
- Emandleni
- Dungeni
- Glen Echo
- Hibberdene
- Hlokozi
- Hlongwa
- Kwa-Dweshula
- Mbhele / Amaphuthu
- Mehlomnyama
- Msinsini
- Ndelu
- Nhlangwini
- Nyavini
- Qwabe P
- Qoloqolo
- SipoFu
- Shiyabanye
- St. Faith's
- Thulini
- Turton
- Umzinto

### Fiumi
- Bisi
- Fafa
- Malukoka
- Mgeni
- Mhlabatshane
- Mtwalume
- Mzimkhulu
- Mzumbe
- Quha